# 德爾亥鎮區 (堪薩斯州奧斯伯恩縣)
德爾亥鎮區（英語：Delhi Township）為美國堪薩斯州奧斯伯恩縣轄下的鎮區。2010年美国人口普查中該鎮區人口有31人。

## 地理
德爾亥鎮區涵蓋總面積為139.15平方（53.73平方英里），其中138.74平方（53.57平方英里）為陸地，0.41平方（0.16平方英里）或0.3%為水域。海拔高度522（1,713英尺）。

## 人口統計
根據2010年美國人口普查，德爾亥鎮區人口有31人，住房21戶，人口密度為0.22人/每平方公里。此鎮區居民之種族中，白人有27人，非裔美國人有0人，美洲原住民有0人，亞裔美國人有0人，太平洋島裔美國人有0人，其他種族有1人，混血種族則有3人。此外此鎮區有1人為西班牙裔或拉丁裔美國人。